# Марієнвілл (Пенсільванія)
Марієнвілл (англ. Marienville) — переписна місцевість (CDP) в США, в окрузі Форест штату Пенсільванія. Населення — 3362 особи (2020).

## Географія
Маріенвілл розташований за координатами 41°28′7″ пн. ш. 79°7′5″ зх. д. / 41.46861° пн. ш. 79.11806° зх. д. (41.468739, -79.118155).  За даними Бюро перепису населення США в 2010 році переписна місцевість мала площу 15,66 км², уся площа — суходіл.

## Демографія
Згідно з переписом 2010 року, у переписній місцевості мешкало 3137 осіб у 408 домогосподарствах у складі 225 родин. Густота населення становила 200 осіб/км².  Було 650 помешкань (42/км²).
Расовий склад населення:
| - 50,1 % — білих - 39,6 % — чорних або афроамериканців - 0,2 % — азіатів - 0,1 % — корінних американців - 9,7 % — осіб інших рас |

До двох чи більше рас належало 0,2 %. Частка іспаномовних становила 10,3 % від усіх жителів.
За віковим діапазоном населення розподілялося таким чином: 5,5 % — особи молодші 18 років, 86,7 % — особи у віці 18—64 років, 7,8 % — особи у віці 65 років та старші. Медіана віку мешканця становила 33,4 року. На 100 осіб жіночої статі у переписній місцевості припадало 549,5 чоловіків;  на 100 жінок у віці від 18 років та старших — 658,3 чоловіків також старших 18 років.
Середній дохід на одне домашнє господарство  становив 42 301 долар США (медіана — 35 833), а середній дохід на одну сім'ю — 52 232 долари (медіана — 52 841). Медіана доходів становила 23 598 доларів для чоловіків та 24 688 доларів для жінок. За межею бідності перебувало 8,3 % осіб, у тому числі 28,6 % дітей у віці до 18 років та 0,0 % осіб у віці 65 років та старших.
Цивільне працевлаштоване населення становило 202 особи. Основні галузі зайнятості: освіта, охорона здоров'я та соціальна допомога — 34,7 %, публічна адміністрація — 17,8 %, фінанси, страхування та нерухомість — 12,9 %, мистецтво, розваги та відпочинок — 10,4 %.